# Lijst van E-wegen door Duitsland
Deze lijst geeft een overzicht van de Europese wegen die door Duitsland lopen.
| E-nummer | Steden | Nationale wegnummers |
| -------- | --- | -------------------- |
|          | Groningen Nederland - Bremen - Hamburg - Lübeck - Wismar - Rostock - Stralsund - Sassnitz - Malmö Zweden | A280 A31 A28 A1 A20  |
|          | Hamburg - Mölln - Ludwigslust - Wittstock - Neuruppin - Berlijn |                      |
|          | Berlijn - Prenzlau - Stettin Polen |                      |
|          | Keulen - Weilerswist - Euskirchen - Prüm - Bitburg - Luxemburg - Wadgassen - Saarbrücken - Sarreguemines Frankrijk                                                                                                 |                      |
|          | Oldenzaal Nederland - Osnabrück - Bad Oeynhausen - Hannover - Braunsweig - Maagdenburg - Berlijn - Frankfurt (Oder) - Świebodzin Polen                                                                             | A30 A2 A10 A12       |
|          | Boxmeer Nederland - Goch - Krefeld - Moers - Neuss - Keulen - Bonn - Koblenz - Mainz - Ludwigshafen am Rhein - Hockenheim                                                                                          | A57 A1 A61           |
|          | Venlo Nederland - Duisburg - Oberhausen - Recklinghausen - Dortmund - Bielefeld | A40 - A3 - A2        |
|          | Arnhem Nederland - Emmerich - Oberhausen - Keulen - Frankfurt am Main - Heidelberg - Karlsruhe - Offenburg - Bazel Zwitserland                                                                                     | A3 A67 A5            |
|          | Berlijn - Lübbenau - Cottbus - Legnica Polen |                      |
|          | Bremen - Lohne - Wallenhorst - Osnabrück - Greven - Bergkamen - Dortmund - Wuppertal - Leverkusen - Keulen |                      |
|          | Eupen België - Aken - Keulen - Gummersbach - Olpe - Siegen - Wetzlar - Bad Hersfeld - Eisenach - Gotha - Erfurt - Weimar - Jena - Gera - Chemnitz - Dresden - Bautzen - Görletz - Zgorzelec Polen                  |                      |
|          | Dortmund - Schwerte - Hagen - Lüdenscheid - Meinerzhagen - Siegen - Wetzlar - Gießen - Erlensee - Aschaffenburg - Würzburg - Stuttgart - Sindelfingen - Villingen-Schwenningen - Singen - Schaffhausen Zwitserland |                      |
|          | Sankt Vith België - Wittlich - Bingen - Wiesbaden - Frankfurt am Main - Aschaffenburg |                      |
|          | Würzburg - Ulm - Lindau - Bregenz Oostenrijk |                      |
|          | Luxemburg - Trier - Koblenz - Wetzlar - Gießen |                      |
|          | Frøslev (Morsø) Denemarken - Flensburg - Hamburg - Hannover Göttingen - Kassel - Fulda - Würzburg - Neurenberg - München - Rosenheim - Wörgl Oostenrijk                                                            |                      |
|          | Emmen Nederland - Twist - Meppen - Haselünne - Löningen - Cloppenburg |                      |
|          | Heerlen Nederland - Aken | A4                   |
|          | Eupen België - Aken |                      |